# Центральный парк (Калининград)
Центральный парк Калининграда (ранее — Парк культуры и отдыха имени Калинина, до войны — Луизенваль нем. Luisenwahl) — один из парков Калининграда. Расположен между проспектом Мира, улицей Пушкина, Дмитрия Донского и улицей Сержанта Колоскова. Главный вход — с проспекта Мира.
Через парк протекает Парковый ручей (бывший Хуфенфрайграбен нем. Hufenfreigraben). Площадь парка — примерно 47 га.

## История

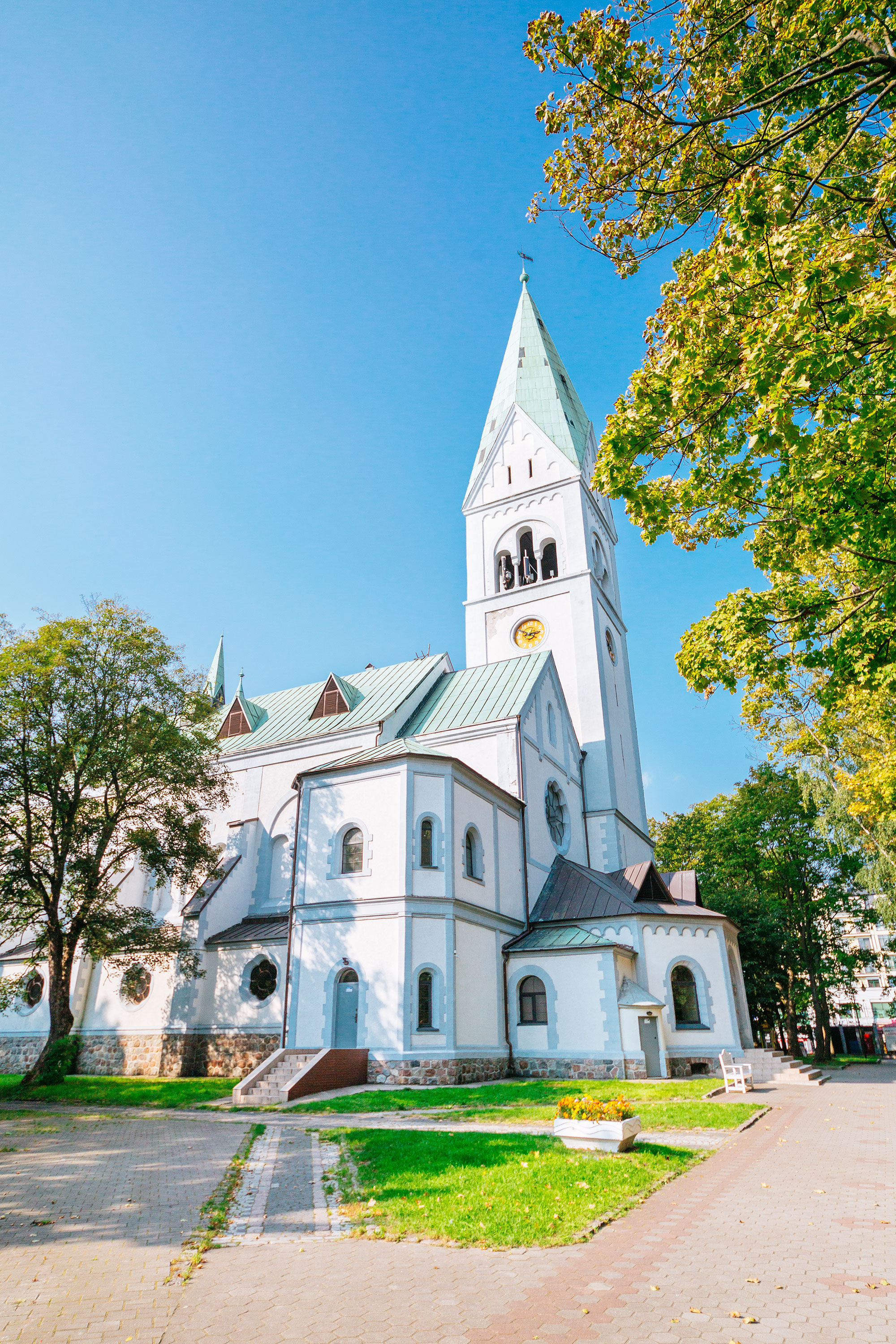
Кирха Памяти королевы Луизы в парке, в настоящее время — театр кукол

Нынешний Центральный парк состоит из довоенного парка Луизанваль и третьего альтштадтского кладбища.
История парка Луизенваль начинается в конце XVIII века. Тогда на этой территории находилась усадьба Пойентеров с парком. В 80-е годы XVIII поместье и парк приобрёл обер-бургомистр Т. Г. Фон Гиппель. По его инициативе парк был перепланирован в соответствии с английскими принципами. В 1796 году у наследников Фон Гиппеля парк приобрёл советник по делам школ К. Г. Бусольт. Он дал парку название Луизенваль в честь своей жены Луизы.
В 1808—1809 году парк стал летней резиденцией прусского королевского семейства. Особенно парк любила королева Луиза (впоследствии название парка часто ассоциировалось с ней). В парке был выстроен небольшой дом, в котором во время пребывания в Кёнигсберге жила королева.
Во время своей коронации в 1861 году парк посетил король Вильгельм I. Парк оставался собственностью королевской четы до 1914 года, когда Вильгельм II подарил парк городу. В начале XX века домик королевы Луизы, который к тому времени оказался отделён от парка новой улицей (Хуфеналее нем. Hufenallee, ныне проспект Мира) использовался как дом отдыха для беременных женщин (нем. Mütterheim).
После Второй мировой войны парк Луизенваль и старое Третье альштадсткое кладбище были объединены в новый парк, названный в честь Калинина.

## Достопримечательности
На территории парка расположена Кирха памяти королевы Луизы, построенная в 1899—1901 годах. Сейчас в кирхе расположен Калининградский областной театр кукол. Также на территории парка находится несколько памятников:
- Памятник Владимиру Высоцкому
- Памятник Барону Мюнхгаузену

Также сохранилась (в повреждённом виде: утрачен бюст королевы и декоративная колоннада) открытая беседка-полуротонда королевы Луизы, созданная в 1874 году Кристианом Раухом. 6 июня 2013 года мэр Калининграда Александр Ярошук заявил, что городские власти готовы профинансировать реставрацию ротонды. 
В 1928 году в парке был открыт памятник Францу Шуберту работы кёнигсбергского скульптора Вальтера Розенберга. Этот памятник сохранялся в первые послевоенные годы (сохранилась фотография 50-х годов), но впоследствии он исчез.
В парке сооружены два фонтана, в том числе детский фонтан, напоминающий петергофский фонтан-шутиху с брызганием.
К юбилею города в 2005 году восстановлена певческая эстрада.

## Галерея

Памятник Владимиру Высоцкому.
Памятник барону Мюнхгаузену.
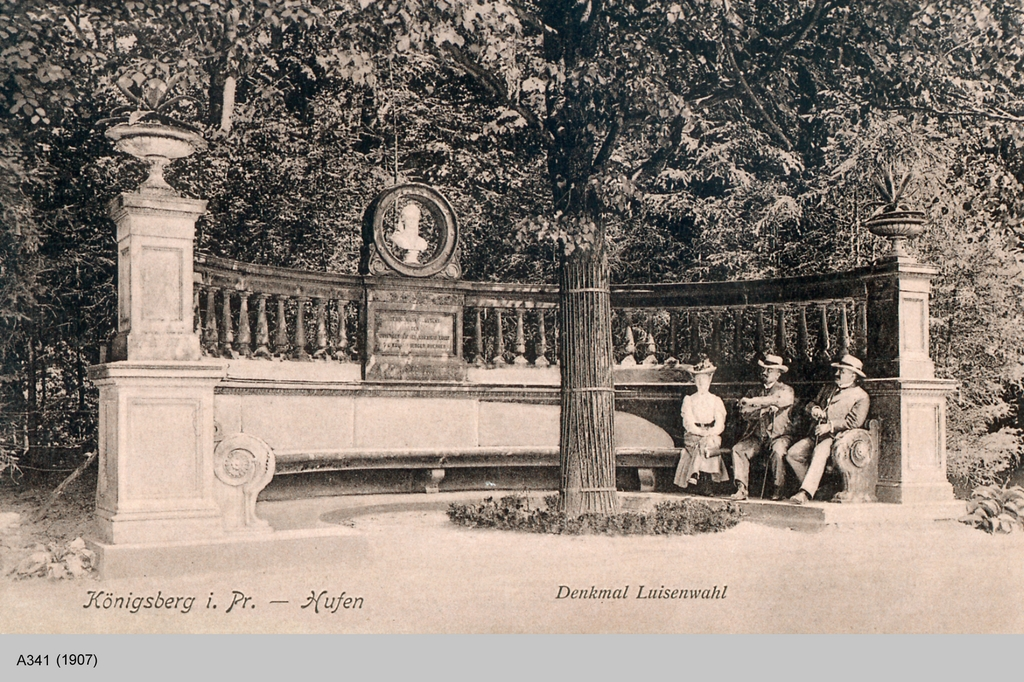
Мемориал королевы Луизы в Луизанвале (довоенное состояние).